# 146号線 (チェコ)
チェコ国鉄146号線、別名ヘブ～トルシニツェ～ルビ・ウ・ヘブ線（チェコ語:Železniční trať Cheb – Tršnice – Luby u Chebu）は、チェコ国鉄の鉄道線の名称である。
1900年、帝立王立国有鉄道の路線として開業した。

## 運行形態
全て各駅停車で、線内のみの運行。平日は一日9往復、休日は一日6往復の運行。
2017年以前は、平日のみ、147号線のプレスナー、170号線のマリアーンスケー・ラーズニェまで直通する列車が一日1往復ずつ運行されていた。

## 駅一覧
以下では、チェコ国鉄146号線の駅と営業キロ、停車列車、接続路線などを一覧表で示す。なお、全て各駅停車である。
| 路線名 | 駅名                 | 駅間営業キロ | 累計営業キロ | 接続路線                                                                                              | 所在地               | 所在地 |
| ------ | -------------------- | ------------ | ------------ | --- | -------------------- | ------ |
| 140    | ヘブ駅               | -            | 5.4          | 147号線（ツヴィッカウ方面）、148号線（ホフ方面） 178号線（プラハ方面）、179号線（ニュルンベルク方面） | カルロヴィ・ヴァリ州 | ヘブ郡 |
| 146    | トルシニツェ駅       | 5.4          | 0.0          | 140号線                                                                                               | カルロヴィ・ヴァリ州 | ヘブ郡 |
| 146    | トルジェベニ駅       | 2.2          | 2.2          | | カルロヴィ・ヴァリ州 | ヘブ郡 |
| 146    | ノヴィー・ドラホフ駅 | 1.9          | 4.1          | | カルロヴィ・ヴァリ州 | ヘブ郡 |
| 146    | ヴォンショフ駅       | 1.7          | 5.8          | | カルロヴィ・ヴァリ州 | ヘブ郡 |
| 146    | スカルナー駅         | 1.6          | 7.4          | | カルロヴィ・ヴァリ州 | ヘブ郡 |
| 146    | ヴェルキー・ルフ駅   | 4.5          | 11.9         | | カルロヴィ・ヴァリ州 | ヘブ郡 |
| 146    | ノヴィー・コステル駅 | 4.5          | 16.4         | | カルロヴィ・ヴァリ州 | ヘブ郡 |
| 146    | ドルニー・ルビ駅     | 2.1          | 18.5         | | カルロヴィ・ヴァリ州 | ヘブ郡 |
| 146    | ルビ・ウ・ヘブ駅     | 2.3          | 20.8         | | カルロヴィ・ヴァリ州 | ヘブ郡 |